# Ag-Gel-Nationalpark
Der Ag-Gel-Nationalpark (aserbaidschanisch Ağ göl Milli Parkı) ist ein Nationalpark in Aserbaidschan. Er wurde in einem Gebiet in den Verwaltungsbezirken Ağcabədi Rayon und Beyləqan Rayon am 5. Juli 2003 auf der Grundlage des früheren „Ag-Gol State Reserve“ und „Ag-Gol State Game Reserve“, die er ablöste, auf einer Fläche von 17,924 Hektar (179,24 km²) geschaffen.
Ein großer Teil davon ist der Ağgöl-See, ein international anerkanntes Gebiet von globaler Bedeutung, das 2001 in die Liste der Ramsar-Feuchtgebiete von internationaler Bedeutung aufgenommen wurde und als wichtiges Vogelschutzgebiet (Important Bird Area, IBA) gilt.

## Beschreibung
Ag-Gol liegt in der Mil-Ebene des Kur-Araz-Tieflandes, einer Halbwüstenlandschaft, und ist ein wichtiges Überwinterungs- und Nistgebiet für Vögel. Im Park kommen über 140 Vogelarten vor, darunter 89 Arten von Brutvögeln (Rebhuhn, Löffelente, Schwan, Krickente, Trappe usw.). Etwa 30 Arten von Charadriiformes und 24 Arten von Anseriformes haben sich in diesem Reservat niedergelassen. Einige der hier lebenden Vogelarten wie Francolinus, Seeadler, Rosapelikan (Pelecanus onocrotalus) und Krauskopfpelikane (Pelecanus crispus) wurden in das „Rote Buch“ aufgenommen.
Neben Vögeln ist das Reservat reich an 20 Fischarten wie Hecht, Erythroculter, ? mongolicus und Karpfen. In der Vergangenheit war es jedoch viel fischreicher, da es mit dem Fluss Kura verbunden war. Außerdem gibt es in dem Reservat Wechselkröten, Laubfrösche und Seepferdchen. Außerdem kann man in dem Reservat Kaspische und Sumpfschildkröten, gemeine und Wassergrasschlangen beobachten.
Außerdem kommen in dem Reservat 22 Säugetierarten wie Wildschwein, Nasenbären und Rohrkatzen (Felis chaus) vor.
Der Park soll das ökologische System der Sümpfe als Nist- und Überwinterungsgebiete für Zug- und Wasservögel schützen. Ag-Gol wurde in die Liste des UNESCO-Übereinkommens „Über international bedeutende Sumpfgebiete als Aufenthaltsorte von Vögeln“ aufgenommen.